# Nœud de chaise
Le nœud de chaise, ou nœud de bouline, est un nœud de boucle non coulant.
Il est facile à défaire, même après avoir subi une traction très forte ou après un resserrement dû au dessèchement du cordage. Toutefois s'il ne peut être dénoué sous tension, il risque de se dénouer tout seul s'il n'est pas soumis à une tension constante, raison pour laquelle il est souvent complété d'un nœud d'arrêt.
Le nœud de chaise peut être assimilé à un nœud d'écoute attachant le bout sur lui-même.

## Dénomination
Le nom « chaise » vient du fait qu'il est possible de s'asseoir dans la boucle formée par le nœud pour se hisser, bien que ce ne soit pas son utilisation principale.
Depuis la fin du XXe siècle, il est aussi appelé « nœud de bouline »,, probablement de l'anglais bowline, du nom du cordage qui sert à étarquer une voile carrée, et « nœud d'agui ». On trouve des références de 1826 à 1938, où ce nœud était appelé nœud d'agui, ou plus précisément nœud d'agui simple, alors qu'aujourd'hui le nœud d'agui est fait de deux nœuds de chaise entrelacés,.

## Nouage
Ce nœud peut être mis en œuvre sur des cordages réalisés dans tous les types de matériau[réf. souhaitée].
Pour réaliser le nœud de chaise, il existe plusieurs méthodes.

### Première méthode: le puits et le serpent

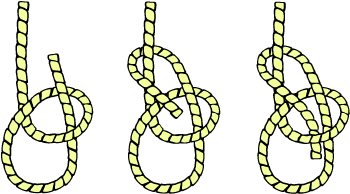
Un nœud de chaise noué avec la méthode du puits.

Cette méthode didactique est la plus employée pour apprendre le nœud de chaise à des néophytes, et s'accompagne de la phrase mnémotechnique « Le serpent sort du puits, il fait le tour de l'arbre puis il rentre à nouveau dans le puits. ». Voir le schéma ci-dessous :
La « racine de l'arbre » doit passer sous la « margelle du puits », autrement dit le « puits » doit être réalisé en passant le courant du cordage par-dessus le dormant qui constitue l'arbre. Sinon, le nœud ne tient pas.

### Seconde méthode: ganse

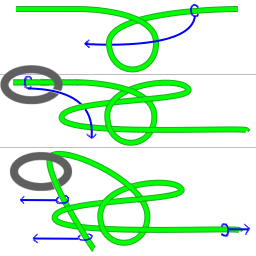
Méthode rapide consistant à glisser une ganse dans une boucle, puis à retourner le nœud.

On confectionne une boucle dans laquelle on passe une ganse provenant du dormant (nœud coulant). Il faut alors passer le brin libre dans cette ganse et tirer la ganse pour que le nœud se mette correctement en place. Cette méthode permet de faire une partie du nœud à l'avance (boucle et ganse).

### Troisième méthode: basculement
On croise les brins à 90°, puis on réalise une boucle en basculant les brins et on repasse le brin court dans cette boucle.
Cette méthode, parfois dite « bretonne », est pratiquée par les marins[réf. souhaitée].

La méthode par basculement (temps réel).
La méthode par basculement (ralentie et par étapes).
- Autre illustration de la méthode du basculement.

### Variantes à une seule main
La méthode par basculement permet de réaliser d'une seule main une boucle à l'extrémité d'un cordage, par exemple pour confectionner une amarre, l'autre main restant disponible pour la barre, un aviron de godille, ou la gaffe.
Elle est également employée pour s'encorder soi-même.

## Utilisation

### Dans le domaine nautique
Dans le domaine de la voile, le nœud de chaise est utilisé dans un grand nombre de situations car il peut toujours être défait sans difficulté (il ne « souque » pas) après avoir subi plusieurs dizaines de kilonewtons de traction durant une longue période.
Sur un voilier, il est employé notamment pour attacher la drisse à la grand-voile pour la hisser, attacher une écoute sur une voile, ou attacher l'extrémité d'une bosse de ris à la bôme.

### En alpinisme
Le nœud de chaise est utilisé en escalade pour s'encorder, de la même façon que le nœud en double huit mais avec l'avantage de rester facile à défaire après une chute. Il risque cependant de se desserrer tout seul, ce qui représente ici un risque mortel. Pour réduire ce risque, le nœud de chaise est alors agrémenté d'une demi clé ou d'un nœud d'arrêt, formé à partir du brin libre (le « courant »).
L'inconvénient du nœud de chaise par rapport au nœud en double huit est qu'il est plus difficile à contrôler visuellement. C'est pourquoi le nœud de chaise est réservé aux grimpeurs expérimentés.
Une variante à deux cordes peut être utilisée pour s'encorder en randonnée glaciaire et permettre à un alpiniste en milieu de corde de donner du mou : la corde forme le brin a et la longe forme le brin b. En tirant sur les deux côtés du brin a, on ramène le brin b dans sa ganse. Le brin a peut alors coulisser dans le nœud coulant qui se forme ainsi sur la longe et revenir à l'étape un de la seconde méthode. On donne alors le mou nécessaire pour passer l'obstacle et rebloquer le nœud après sans se désencorder. Un nœud d’arrêt est obligatoire pour assurer la sécurité de l'ensemble.

## Variantes

Nœud de chaise, et sa variante.

Le « serpent » du nœud de chaise peut contourner l'« arbre » dans l'autre sens (voir image).
Le nœud de calfat est un nœud de chaise dont la boucle est doublée.
Le nœud de chaise double sur son double est un nœud de chaise dont le courant re-tricote une seconde boucle en sens inverse de la première.
Le nœud de chaise triple est un nœud de chaise produit avec une ganse (en milieu de corde) et produit donc trois boucles.
Le nœud d'agui (ancien nom du nœud de chaise) est formé de deux nœuds de chaise et permet de relier deux cordages.
Le nœud Yosemite.
Le nœud de chaise d'eau.
Le nœud valdôtain, autobloquant, tressé ou non.
Le nœud de chaise des Inuits a été observé par l'anthropologue Franz Boas parmi les populations inuits de la Terre de Baffin et de la baie d’Hudson. Il serait plus robuste que le nœud de chaise classique.